# George Brent
George Brent, pseudonimo di George Brendan Nolan (Shannonbridge, 15 marzo 1899 – Solana Beach, 26 maggio 1979), è stato un attore irlandese naturalizzato statunitense.

## Biografia
Nacque in un piccolo villaggio della contea di Offaly, nell'Irlanda centrale, da un ufficiale dell'esercito britannico. Durante la guerra d'indipendenza irlandese (1919-1921), militò nell'IRA e fu costretto a fuggire in Canada con una taglia sulla testa. Due anni dopo si trasferì a New York e poi a Hollywood dove, nel 1930, interpretò il suo primo film, Under Suspicion.
Verso la metà degli anni trenta firmò un contratto con la Warner Bros. che fece decollare la sua carriera, rendendolo uno dei più famosi attori degli anni trenta e quaranta. Recitò insieme a molte famose attrici del tempo come Greta Garbo, Madeleine Carroll, Barbara Stanwyck, Joan Fontaine e Bette Davis, con la quale apparve, tra gli altri, nel film La grande menzogna (1941), e alla quale fu legato da una lunga amicizia; alcune fonti sostengono che i due ebbero una lunga e tormentata storia d'amore, ma la notizia non è mai stata confermata.
Alla fine degli anni quaranta prese parte a molti B-movie, e nel 1956 si ritirò a vita privata. Nel 1978 tornò a recitare nella produzione televisiva Born Again per poi ritirarsi definitivamente. Morì di enfisema l'anno successivo, all'età di 80 anni.
Brent si sposò quattro volte: con le attrici Ruth Chatterton (1932-1934), Constance Worth (1937) e Ann Sheridan (1942-1943) e infine con la stilista ed ex modella Janet Michaels (1947-1974, anno della morte di lei), dalla quale ebbe due figli.
Massone, fu membro della Loggia Mount Olive n. 506 di Los Angeles.

## Premi e riconoscimenti
A George Brent sono state dedicate due stelle sulla Hollywood Walk of Fame per il suo contributo all'industria cinematografica e televisiva.

## Filmografia

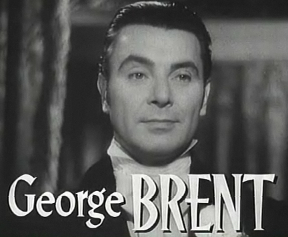
George Brent in Figlia del vento (1938)

### Cinema
- Il cavallo d'acciaio (The Iron Horse), regia di (non accreditato) John Ford (1924)
- Under Suspicion, regia di A.F. Erickson (1930)
- Once a Sinner, regia di Guthrie McClintic (1931)
- Il nemico nell'ombra (Fair Warning), regia di Alfred L. Werker (1931)
- La crociera del delitto (Charlie Chan Carries On), regia di Hamilton MacFadden (1931)
- Ex-Bad Boy, regia di Vin Moore (1931)
- I difensori della legge (Homicide Squad), regia di Edward L. Cahn e George Melford (1931)
- The Lightning Warrior, regia di Benjamin H. Kline e Armand Schaefer (1931)
- So Big!, regia di William A. Wellman (1932)
- The Rich Are Always with Us, regia di Alfred E. Green (1932)
- Week-end Marriage, regia di Thornton Freeland (1932)
- The Purchase Price, regia di William A. Wellman (1932)
- Miss Pinkerton, regia di Lloyd Bacon (1932)
- The Crash, regia di William Dieterle (1932)
- They Call It Sin, regia di Thornton Freeland (1932)
- Quarantaduesima strada (42nd Street), regia di Lloyd Bacon (1933)
- Piroscafo di lusso (Luxury Liner), regia di Lothar Mendes (1933)
- Signore sole (The Keyhole), regia di Michael Curtiz (1933)
- Lilly Turner, regia di William A. Wellman (1933)
- Private Detective 62, regia di Michael Curtiz (1933) - non accreditato
- Baby Face, regia di Alfred E. Green (1933)
- Female, regia di Michael Curtiz (1933)
- From Headquarters, regia di William Dieterle (1933)
- Gli amori di una spia (Stamboul Quest), regia di Sam Wood (1934)
- Housewife, regia di Alfred E. Green (1934)
- Desirable, regia di Archie Mayo (1934)
- Il velo dipinto (The Painted Veil), regia di Richard Boleslawski (1934)
- The Right to Live, regia di William Keighley (1935)
- Living on Velvet, regia di Frank Borzage (1935)
- Il ponte (Stranded), regia di Frank Borzage (1935)
- Miss prima pagina (Front Page Woman), regia di Michael Curtiz (1935)
- A Dream Comes True (1935)
- Il grande nemico (Special Agent), regia di William Keighley (1935)
- Mariti in pericolo (The Goose and the Gander), regia di Alfred E. Green (1935)
- La regina di Broadway (In Person), regia di William A. Seiter (1935)
- Snowed Under, regia di Ray Enright (1936)
- The Case Against Mrs. Ames, regia di William A. Seiter (1936)
- Mogli di lusso (The Golden Arrow), regia di Alfred E. Green (1936)
- Give Me Your Heart, regia di Archie Mayo (1936)
- Cercasi segretaria (More Than a Secretary), regia di Alfred E. Green (1936)
- La legge della foresta (God's Country and the Woman), regia di William Keighley (1937)
- Mountain Justice, regia di Michael Curtiz (1937)
- Il nemico dell'impossibile (The Go Getter), regia di Busby Berkeley (1937)
- Sottomarino D-1 (Submarine D-1), regia di Lloyd Bacon (1937)
- Occidente in fiamme (Gold is Where You Find it), regia di Michael Curtiz (1938)
- Figlia del vento (Jezebel), regia di William Wyler (1938)
- Racket Busters, regia di Lloyd Bacon (1938)
- Swingtime in the Movies, regia di Crane Wilbur (1938)
- Secrets of an Actress, regia di William Keighley (1938)
- Wings of the Navy, regia di Lloyd Bacon (1939)
- Tramonto (Dark Victory), regia di Edmund Goulding (1939)
- Il grande amore (The Old Maid), regia di Edmund Goulding (1939)
- La grande pioggia (The Rains Came), regia di Clarence Brown (1939)
- I fucilieri delle Argonne (The Fighting 69th), regia di William Keighley (1940)
- La signora dei diamanti (Adventure in Diamods), regia di George Fitzmaurice (1940)
- Trovarsi ancora ('Til We Meet Again), regia di Edmund Goulding (1940)
- L'uomo che parlò troppo (The Man Who Talked Too Much), regia di Vincent Sherman (1940)
- A sud di Suez (South of Suez), regia di Lewis Seiler (1940)
- Honeymoon for Three, regia di Lloyd Bacon (1941)
- La grande menzogna (The Great Lie), regia di Edmund Goulding (1941)
- 8 giorni di vita (They Dare Not Love), regia di James Whale, Victor Fleming, Charles Vidor (1941)
- Musica segreta (International Lady), regia di Tim Whelan (1941)
- Letti gemelli (Twin Beds), regia di Tim Whelan (1942)
- In questa nostra vita (In This Our Life), regia di John Huston (1942)
- Le tre sorelle (The Gay Sisters), regia di Irving Rapper (1942)
- You Can't Escape Forever, regia di Jo Graham (1942)
- Rivalità (Silver Queen), regia di Lloyd Bacon (1942)
- Schiava del male (Experiment Perilous), regia di Jacques Tourneur (1944)
- Gli amori di Susanna (The Affairs of Susan), regia di William A. Seiter (1945)
- La scala a chiocciola (The Spiral Staircase), regia di Robert Siodmak (1945)
- Conta solo l'avvenire (Tomorrow is Forever), regia di Irving Pichel (1946)
- Quella di cui si mormora (My Reputation) regia di Curtis Bernhardt (1946)
- Scandalo in famiglia (Lover Come Back), regia di William A. Seiter (1946)
- Tentazione  (Temptation), regia di Irving Pichel (1946)
- Fulmini a ciel sereno (Out of the Blue), regia di Leigh Jason (1947)
- Il segreto di Mary Harrison (The Corpse Came C.O.D.), regia di Henry Levin (1947)
- La vergine di Tripoli (Slave Girl), regia di Charles Lamont (1947)
- Tre figli in gamba (Christmas Eve), regia di Edwin L. Marin (1947)
- Crociera di lusso (Luxury Liner), regia di Richard Whorf (1948)
- Il sortilegio delle Amazzoni (Angel on the Amazon), regia di John H. Auer (1948)
- Il figlio del delitto (Red Canyon), regia di George Sherman (1949)
- Trafficanti di uomini (Illegal Entry), regia di Frederick de Cordova (1949)
- The Kid from Cleveland, regia di Herbert Kline (1949)
- Questo me lo sposo io (Bride for Sale), regia di William D. Russell (1939)
- La città che scotta (FBI Girl), regia di William Berke (1951)
- Esca per uomini (The Last Page), regia di Terence Fisher (1952)
- La regina dei desperados (Montana Belle), regia di Allan Dwan (1952)
- Tangier Incident, regia di Lew Landers (1953)
- Mexican Manhunt, regia di Rex Bailey (1953)
- Il diabolico avventuriero (Death of a Scoundrel), regia di Charles Martin (1956) - non accreditato
- Born Again, regia di Irving Rapper (1978)

### Televisione
- Stage 7 – serie TV, episodio 1x13 (1955)
- Climax! – serie TV, episodio 1x14 (1955)
- Scienza e fantasia (Science Fiction Theatre) – serie TV, episodio 1x34 (1955)
- Crossroads – serie TV, episodi 1x18-2x13 (1956)
- Celebrity Playhouse – serie TV, episodio 1x32 (1956)
- Wire Service – serie TV, 13 episodi (1956-1957)
- Gli uomini della prateria (Rawhide) – serie TV, episodio 1x12 (1959)
- The Chevy Mystery Show – serie TV, episodio 1x09 (1960)

## Doppiatori italiani
- Giulio Panicali in Gli amori di una spia, Il velo dipinto, Gli amori di Susanna, La vergine di Tripoli, Tre figli in gamba, Il sortilegio delle Amazzoni
- Emilio Cigoli in Figlia del vento, Il grande amore, La grande pioggia, I fucilieri delle Argonne, In questa nostra vita, Trafficanti d'uomini
- Gaetano Verna in Letti gemelli, La scala a chiocciola
- Mario Pisu in Crociera di lusso, La città che scotta
- Carlo Marini nei ridoppiaggi di Tramonto e In questa nostra vita
- Gino Cervi in La grande menzogna
- Gualtiero De Angelis in Conta solo l'avvenire
- Sandro Ruffini in Figlio del delitto
- Romolo Costa in L'uomo che parlò troppo
- Michele Kalamera in Figlia del vento (ridoppiaggio)